# Andrew Lloyd Webber
Andrew Lloyd Webber, Barón Lloyd-Webber (Londres, 22 de marzo de 1948), es un compositor británico, realizador de numerosas obras de teatro de finales del siglo XX. Ha producido 16 musicales, dos bandas sonoras y una misa de Réquiem en latín. Entre sus premios se destacan tres Tony, tres Grammy, un Óscar, un Emmy, siete Olivier y un Globo de Oro.

## Historia personal
Nacido en South Kensington (Londres), es hijo del compositor William Lloyd Webber y de una maestra de música, Jean Hermione Johnstone Lloyd Webber. Su hermano Julian Lloyd Webber es intérprete de chelo. 
Su primera esposa fue Sarah Hugill, con quien contrajo matrimonio en 1972 y de la que se divorció en 1981. La pareja tuvo dos hijos: Imogen y Nicholas. En 1982 se casó con la cantante de ópera y bailarina Sarah Brightman. El matrimonio concluyó en 1990. Andrew Lloyd Webber contrajo de nuevo matrimonio en 1991 con la que es en la actualidad (2010) su mujer, Madeleine Gurdon, con la que ha tenido tres hijos: Alastair, William e Isabella.
En 1992, Andrew Lloyd Webber fue nombrado caballero del Imperio Británico y en 1997 recibió el título de Barón de Lloyd-Webber de Sydmonton en el condado de Hampshire. Ha participado activamente en política como miembro del Partido Conservador y ha llegado a componer música para algunos encuentros políticos, aunque recientemente se ha distanciado del Conservadurismo.[cita requerida] Es, además, coleccionista de pintura victoriana; adquirió además un retrato de Picasso que en fecha reciente [¿cuándo?] volvió a vender.[cita requerida]
En 2017 era el segundo músico más rico vivo, siendo superado solo por Paul McCartney, con más de mil millones de dólares.
En 2024 es nombrado caballero de la Orden de la Jarretera.

## Carrera profesional

### Primeros años
En 1965, cuando Lloyd Webber tenía 17 años y era un compositor de teatro musical en ciernes, le presentaron al aspirante a compositor de canciones pop de 20 años escritor Tim Rice. Su primera colaboración fue The Likes of Us, un musical basado en la historia real de Thomas John Barnardo. Produjeron una maqueta de esa obra en 1966, pero el proyecto no consiguió un patrocinador.
Aunque fue compuesta en 1965, The Likes of Us no se representó públicamente hasta 2005, cuando se realizó una producción en el Sydmonton Festival de Lloyd Webber. En 2008, los derechos para aficionados fueron cedidos por la National Operatic and Dramatic Association (NODA) en asociación con el Really Useful Group. La primera representación amateur corrió a cargo de un grupo de teatro infantil de Cornualles llamado "Kidz R Us". Estilísticamente, The Likes of Us se inspira en los musicales de Broadway de los años cuarenta y cincuenta; se abre con una obertura tradicional que incluye un popurrí de melodías del espectáculo, y la partitura refleja algunas de las primeras influencias de Lloyd Webber, en particular Richard Rodgers, Frederick Loewe y Lionel Bart. En este sentido, difiere notablemente de la obra posterior del compositor, que tiende a ser predominante o totalmente compuesta a través, y más cercana en su forma a la ópera.

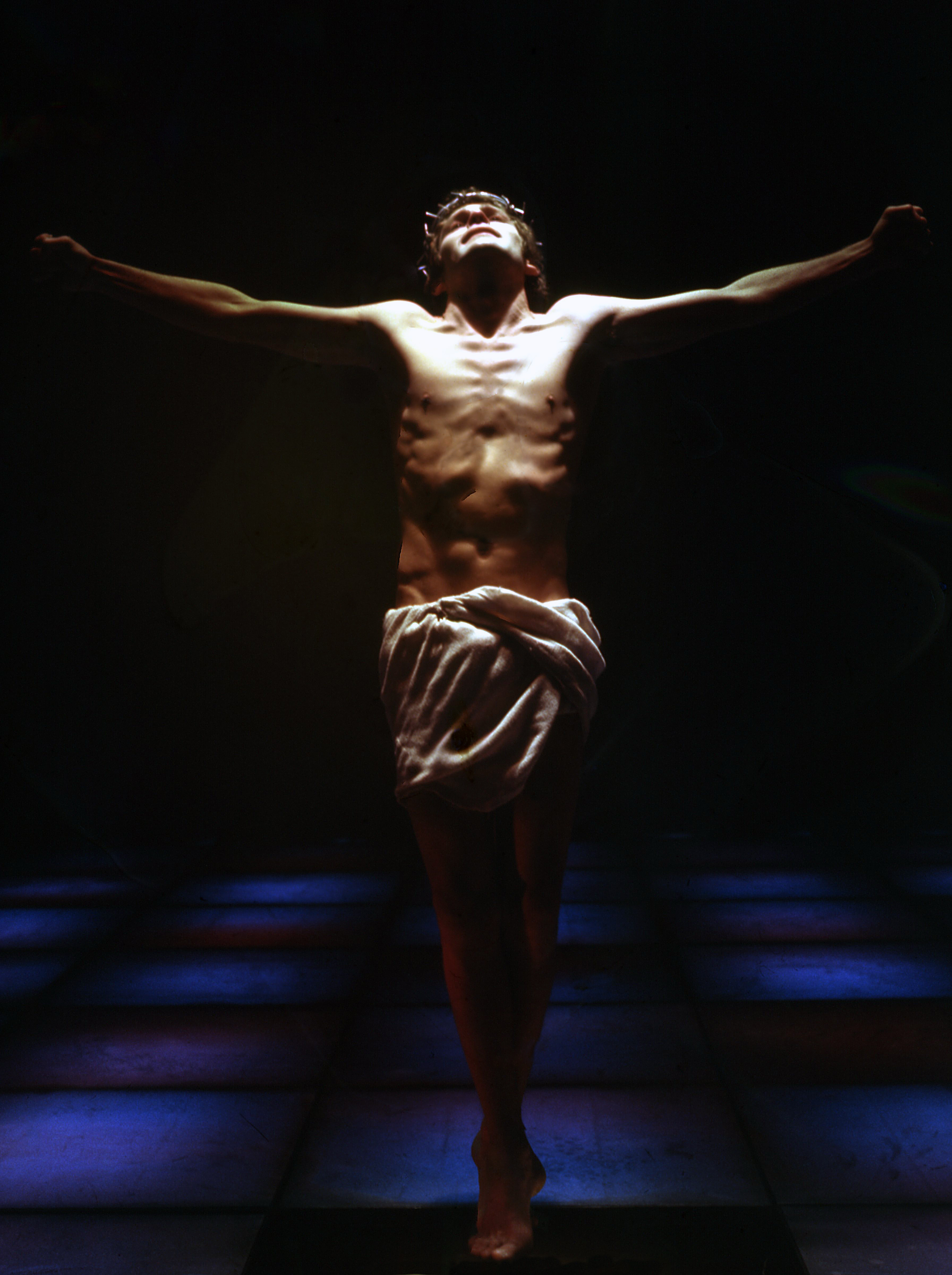
Jesucristo Superstar, protagonizado por Paul Nicholas, en el Palace Theatre, Londres en 1972. Su éxito hizo que Lloyd Webber y Tim Rice ampliaran y estrenaran su anterior musical de base bíblica Joseph.

En el verano de 1967, Alan Doggett, un amigo de la familia de los Lloyd Webber que había colaborado en The Likes of Us y que era el profesor de música de la escuela Colet Court de Londres, encargó a Lloyd Webber y Rice que escribieran una pieza para el coro de la escuela. Doggett pidió una "cantata pop" en la línea de The Daniel Jazz (1963) de Herbert Chappell y Jonah- Man Jazz (1966) de Michael Hurd ambas publicadas por Novello y basadas en el Antiguo Testamento. El encargo de la nueva obra vino acompañado de un adelanto de 100-guinea por parte de Novello. El resultado fue Joseph and the Amazing Technicolor Dreamcoat, una nueva versión de la historia bíblica de Joseph, en la que Lloyd Webber y Rice pasticheaban con humor varios estilos de música pop, como el rock'n'roll al estilo de Elvis, la Calypso y la música country. Joseph nació como una cantata corta que obtuvo cierto reconocimiento en su segunda puesta en escena con una crítica favorable en The Times. Para sus siguientes representaciones, Rice y Lloyd Webber revisaron el espectáculo y añadieron nuevas canciones para ampliarlo a una longitud más sustancial. La continua expansión culminó en 1972 con un musical y, posteriormente, con una producción de dos horas en el West End en 1973, gracias al éxito de Jesucristo Superstar.
En 1969, Rice y Lloyd Webber escribieron una canción para el Festival de Eurovisión llamada "Try It and See", que no fue seleccionada. Con una letra reescrita, se convirtió en "King Herod's Song" en su tercer musical, Jesus Christ Superstar (1970). Estrenado en el Broadway en 1971, en 1980 el musical había recaudado más de US$237 millones en todo el mundo. Durante más de ocho años en Londres, entre 1972 y 1980, ostentó el récord de musical más longevo del West End antes de ser superado por Cats en 1989. La continuación prevista de Jesucristo Superstar era una comedia musical basada en las novelas Jeeves y Wooster de P. G. Wodehouse. Tim Rice se mostró inseguro ante esta aventura, en parte por su preocupación de no ser capaz de hacer justicia a las novelas que él y Lloyd Webber tanto admiraban. Rice se echó atrás en el proyecto y Lloyd Webber escribió posteriormente el musical Jeeves con Alan Ayckbourn, que aportó el libro y las letras. Jeeves no logró repercusión alguna en taquilla y cerró tras una temporada de sólo 38 representaciones en el West End en 1975. Muchos años después, Lloyd Webber y Ayckbourn volvieron a retomar este proyecto, produciendo una versión profundamente reelaborada y de mayor éxito titulada By Jeeves (1996).

### Evolución posterior

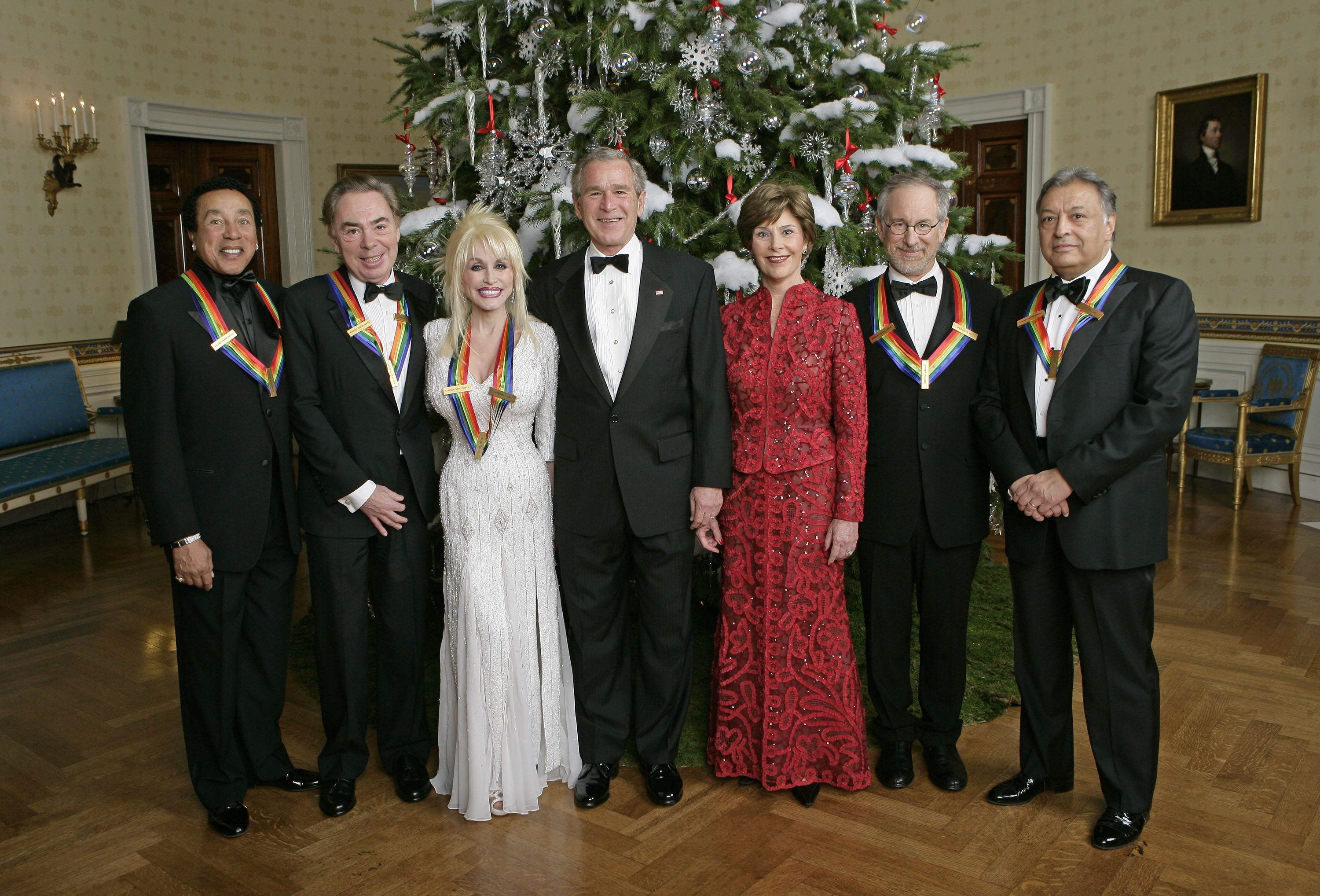
Recepción el 3 de diciembre de 2006 en la Casa Blanca. De izquierda a derecha: William "Smokey" Robinson, Andrew Lloyd Webber, Dolly Parton, George W. Bush, Laura Bush, Steven Spielberg y Zubin Mehta.

Lloyd Webber tuvo una serie de éxitos consecutivos durante los años 70 y 80 colaborando con el letrista Tim Rice. Los dos recibieron el encargo de escribir Joseph and the Amazing Technicolor Dreamcoat (José el soñador) para el instituto de Edimburgo. El musical fue un éxito; algunas partes de la obra fueron reescritas y producidas en el Festival de Edimburgo. Lloyd Webber y Rice siguieron colaborando y produjeron Jesucristo Superstar y Evita. Ambas fueron editadas primero en álbumes antes de llevarlas al escenario. Tras el estreno de Evita, la colaboración entre ambos se rompió. Para el libreto de la obra Cats, Lloyd Webber se basó en una obra de T.S. Eliot, Old Possum’s Book of Practical Cats, obra que fue una de las favoritas de la infancia de Lloyd Webber. Cats se convirtió en la obra musical que más tiempo ha estado en cartel: más de 20 años. Después escribió Starlight Express y una adaptación del relato de El fantasma de la ópera que escribió Gastón Leroux.
Algunos de sus musicales se han llevado a la gran pantalla. Jesucristo Superstar en 1973 dirigida por Norman Jewison, Evita en 1996 dirigida por Alan Parker con Madonna como protagonista, El fantasma de la ópera en 2004 dirigida por Joel Schumacher y Cats en 2019 dirigida por Tom Hooper. 
Lloyd Webber fue el encargado de componer una pieza para los Juegos Olímpicos de 1992 de Barcelona: la canción Amigos para siempre, que grabaron Sarah Brightman y Josep Carreras.
En 2009 compuso el tema que representó al Reino Unido en el Festival de la Canción de Eurovisión en Moscú, "It's My Time", interpretado por Jade Ewen. Lloyd Webber se propuso como reto devolver al Reino Unido las buenas posiciones que lo caracterizaron anteriormente en este concurso y lo consiguió, llevando el tema al quinto puesto en la final. Acompañó a Jade al piano en su actuación.

## Acusaciones de plagio
Entre las acusaciones de plagio que ha recibido Lloyd Webber, el compositor holandés Louis Andriessen declaró que él: "todavía no se le ha ocurrido ni una sola nota; de hecho, el pobre nunca ha inventado una nota por sí mismo. Eso es bastante pobre". El biógrafo de Lloyd Webber, John Snelson, reconoció una similitud entre el movimiento andante del Concierto para violín en mi menor de Mendelssohn y la canción de Jesucristo Superstar "I Don't Know How to Love Him", pero escribió que Lloyd Webber:
...aporta una nueva tensión dramática a la melodía original de Mendelssohn a través de las confusas emociones de María Magdalena. El tema de apertura puede ser de Mendelssohn, pero el tratamiento rítmico y armónico junto con las nuevas líneas de desarrollo melódico de gran eficacia son de Lloyd Webber. La canción funciona por derecho propio, como pueden atestiguar sus numerosos intérpretes y audiencias.
Una acusación de plagio afectó al álbum de Pink Floyd de 1971 Meddle. La sexta pista del álbum, "Echoes", tiene un riff en el que Lloyd Webber supuestamente se basó para el riff inicial del órgano de "El fantasma de la ópera". Los dos riffs comparten notas muy similares y el orden de las notas tocadas. El riff del órgano de tubos de Lloyd Webber de "El fantasma de la ópera" toca Re, Do♯, Do, Si, La♯, y luego de forma ascendente La♯, Si, Do, Do♯, Re. Echoes" de Pink Floyd toca C♯, C, B, A♯, A, luego ascendente A, A♯, B, C, C♯. El bajista y co-vocalista de Pink Floyd Roger Waters señaló esto y dijo que era "probablemente procesable", pero declaró que no le importaba llevarlo a los tribunales.
Al observar similitudes entre "La música de la noche" de Lloyd Webber y una melodía recurrente en la ópera de Giacomo Puccini de 1910, La fanciulla del West (La muchacha del Dorado Oeste), en 1987 el patrimonio de Puccini presentó una demanda contra Lloyd Webber, acusándole de plagio. El caso se resolvió extrajudicialmente, pero los detalles no se hicieron públicos. El compositor Ray Repp denunció en un juicio que Lloyd Webber había robado una melodía de su propia canción "Till You", pero el tribunal falló a favor de Lloyd Webber.

## Obras
- The Likes of Us, 1965 (Tim Rice). Estrenado en 2005
- Joseph and the Amazing Technicolor Dreamcoat, 1968 (Tim Rice)
- Jesucristo Superstar, 1972 (Tim Rice)
- By Jeeves, 1975 (Alan Ayckbourn)
- Evita, 1976 (Tim Rice)
- Tell Me on a Sunday (Don Black)
- Variations (Instrumental)
- Cats, 1981 (T.S. Eliot)
- Song and Dance, 1982 (Don Black)
- Starlight Express, 1984 (Richard Stilgoe)
- Requiem Mass, 1985
- El Fantasma de la Ópera, 1986 (Richard Stilgoe/Charles Hart)
- Aspects of Love, 1989 (Don Black/Charles Hart)
- Sunset Boulevard, 1993 (Don Black/Christopher Hampton)
- Whistle Down the Wind, 1997 (Jim Steinman)
- The Beautiful Game (nueva versión), 2000 (Ben Elton)
- Bombay Dreams, 2002 (Music by A. R. Rahman)
- Tell me on Sunday, 2003 (Don Black/Jackie Clune)
- The Woman in White, 2004 (David Zippel)
- Love Never Dies, 2010 (Ben Elton/Glenn Slater)
- The Wizard of Oz, 2011
- Stephen Ward (musical), 2013
- School of Rock: The Musical, 2015
- Cinderella: The Musical, 2021

Nota: entre paréntesis se indica el nombre de los autores de las letras de las canciones.

## Premios y distinciones
Premios Óscar
| Año  | Categoría                                      | Película                | Resultado |
| ---- | ---------------------------------------------- | ----------------------- | --------- |
| 1974 | Mejor orquestación: adaptación y coro original | Jesucristo Superstar    | Nominado  |
| 1997 | Mejor canción original                         | Evita                   | Ganador   |
| 2005 | Mejor canción original                         | El fantasma de la ópera | Nominado  |